# Popillia pustulata
Popillia pustulata är en skalbaggsart som beskrevs av Leon Fairmaire 1887. Popillia pustulata ingår i släktet Popillia och familjen Rutelidae. Inga underarter finns listade i Catalogue of Life.